# Segelfluggelände Brockzetel

i7
i11
i13
Das Segelfluggelände Brockzetel liegt zentral innerhalb Ostfrieslands im Auricher Stadtteil Brockzetel. 

## Flugbetrieb
Das Segelfluggelände ist mit einer 1060 m langen und 35 m breiten Start- und Landebahn aus Gras (Richtung 11/29) ausgestattet. Es besitzt eine Betriebszulassung für Segelflugzeuge und Motorsegler. Der Start von Segelflugzeugen erfolgt per Windenstart oder Flugzeugschlepp. Der Halter und Betreiber des Segelfluggeländes ist der Luftsportverein Aurich-Ostfriesland e. V.

## Flugschule
Der Luftsportverein Aurich-Ostfriesland e. V. betreibt auf dem Segelfluggelände Brockzetel eine Flugschule, auf der man den SPL/LAPL(S) (Luftfahrerschein für Segelflugzeugführer) sowie die Klassenberechtigung TMG für Reisemotorsegler erwerben kann.

## Flotte
- Hoffmann H36
- Schleicher Ka 6 e – Rhönsegler
- Schleicher K 7 – Rhönadler
- 2 Schleicher K 8 b
- Mistral-C
- Grob G103 Twin Astir I
- Glaser-Dirks DG-100
- Rolladen Schneider LS1 d

## Geschichte

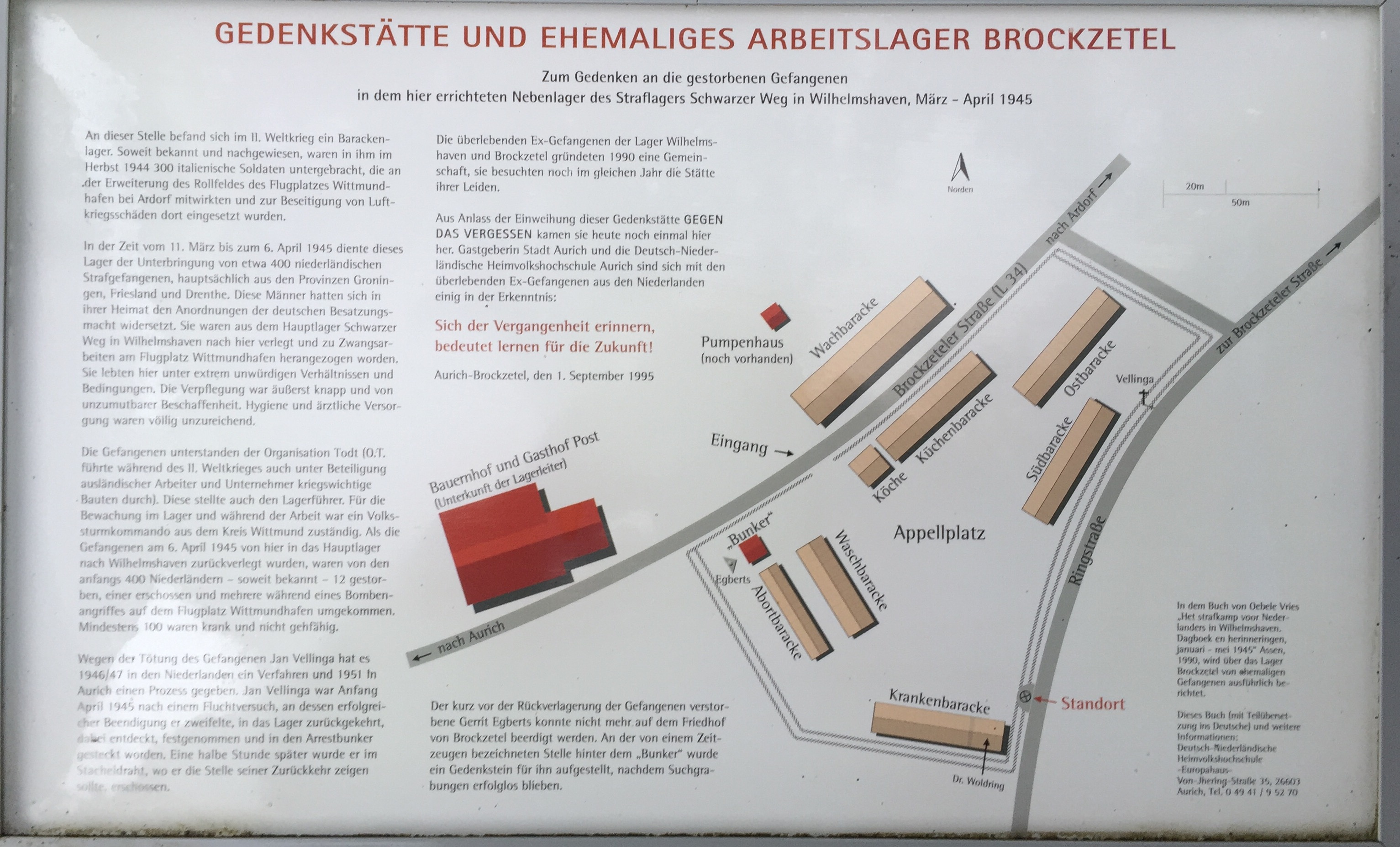
Plan des Lagers

Der Bau des Flugplatzes wurde 1941 als Einsatzhafen begonnen. Aufgrund schwieriger Bodenverhältnisse kamen die Arbeiten jedoch nur langsam voran und konnten bis Kriegsende nicht abgeschlossen werden. Fertiggestellt wurden nur großes Flugfeld mit Grasnarbe und der Verwaltungsbereich. Hier entstanden mehrere Gebäude wie Lagerhäuser, Kraftstoffanlage mit Unterbodentank und ein Munitionsdepot mit Lagerbunkern. Zudem wurde mit dem Bau einer betonierten Startbahn begonnen, um den Flugplatz als Ausweichplatz für den Fliegerhorst Wittmundhafen herzurichten. Denkbar ist auch, dass der Fliegerhorst als Scheinflughafen geplant wurde. 1944 wurden die Arbeiten jedoch wieder eingestellt. Zeitweilig befand sich südöstlich des Flugplatzes ein Lager des Reichsarbeitsdienstes, in dem zeitweilig italienische Kriegsgefangene, später niederländische Strafgefangene einquartiert waren. Die Insassen wurden vornehmlich für Wegearbeiten und zur Moorkultivierung eingesetzt.
Während des Zweiten Weltkrieges wurde Brockzetel mehrfach Ziel von Bombenangriffen. Nach Kriegsende wurden die fertiggestellten Anlagen demontiert. Auf einem Teil des Geländes wurde in den 50er Jahren von der Royal Air Force eine Radarstellung eingerichtet, die seit 1960 von der Bundeswehr genutzt wird. Auf weiteren Teilbereichen entstanden ein Standortübungsplatz mit Schießanlage für die Garnisonen Aurich und Wittmund, die bis heute genutzt werden sowie der Segelflugplatz. Für das ehemalige Arbeitslager wurde ein Gedenkstein errichtet.
Am 7. August 1963 stürzte auf dem Gelände ein Kampfflugzeug vom Typ Sabre des Jagdgeschwaders 71 „Richthofen“ aus Wittmund ab. Außer dem Piloten starben noch fünf weitere Soldaten am Boden.